# Коммунар (Хакасия)
Коммуна́р — посёлок (в 1932—2009 годах — посёлок городского типа) в Ширинском районе Республики Хакасия России. Административный центр Коммунаровского сельсовета.
Население 2299 чел. (2010).

## География
Находится в 75 км к юго-западу от райцентра села Шира и ближайшей одноимённой железнодорожной станции. Расположен на реке Большой Собаке, притоке Белого Июса.

## История
Посёлок основан в 1897 году как рудник Богомдарованный. Принадлежал Иваницкому К. И. В 1912 году была запущена обогатительная фабрика с применением процесса амальгамации в бегунных чашах.
В 1899—1917 года, на руднике «Богомдарованном» было добыто 4576,7 кг золота. Гражданская война, привела к консервации рудника и в период с 1918 г по 1928 г горные работы на руднике не велись. Много рабочих рудника погибло в годы революции и гражданской войны. В память погибших, в августе 1922 года на общем собрании жителей поселка рудник «Богомдарованный» был переименован в «Коммунар».
2 марта 1932 года ВЦИК постановил отнести к категории рабочих поселков селение при прииске Коммунар.
27 апреля 1932 года переименован в Коммунар в честь погибших в годы гражданской войны коммунаров.

## Население
| 1939  | 1959  | 1970  | 1979  | 1989  | 2002  |
| ----- | ----- | ----- | ----- | ----- | ----- |
| 7946  | ↘6915 | ↘4728 | ↘3961 | ↘3560 | ↘2770 |
| 2009  | 2010  |       |       |       |       |
| ↘2563 | ↘2299 |       |       |       |       |

## Инфраструктура
Общеобразовательная школа, дом культуры, детский сад, спортзал «Кедр». Имеются две частных гостиницы на берегу реки Белый Июс.

## Экономика
Основное предприятие: ПАО «Коммунаровский рудник», которое является градообразующим и старейшим предприятием на территории Республики Хакасия. Открытие золотого промысла относится к 1833 году. За годы своего существования отсюда в казну России было отправлено более 100 тонн золота, то есть, в среднем добывалось по тонне валютного металла в год.